# Article 55 de la Constitution de la Cinquième République française
Article 54 Article 56
L'article 55 de la Constitution de la Cinquième République française définit la place des traités et accords internationaux dans la hiérarchie des normes en France.

## Texte
« Les traités ou accords régulièrement ratifiés ou approuvés ont, dès leur publication, une autorité supérieure à celle des lois, sous réserve, pour chaque accord ou traité, de son application par l'autre partie. »
— Article 55 de la Constitution du 4 octobre 1958

## Origine
L'article 55 de la Constitution du 4 octobre 1958 clôt le titre VI (« Des traités et accords internationaux ») de celle-ci. La Conseil constitutionnel considère l'article 55 comme l'article de la Constitution « qui définit les conditions dans lesquelles les traités et accords internationaux ont une autorité supérieure à celle des lois ». Les conditions sont au nombre de trois,,. La première est relative à la publication des traités et des accords internationaux (« condition de publication ») ; la deuxième, à la ratification des traités et, pour les accords internationaux, à leur approbation (« condition de ratification ou d'approbation ») ; la troisième, à la réciprocité de l'application des traités et accords internationaux (« condition de réciprocité »). Il n'est exigé ni promulgation (absence de « condition de réception ») ni transposition (absence de « condition de transformation ») du traité ou de l'accord international.
L'article 55 fixe, avec les articles 11, 53 et 54 de la Constitution, les conditions d'insertion des engagements internationaux dans l'ordre juridique interne. Il définit la place qu'occuperont, dans la hiérarchie des normes, celles résultant des traités et accords internationaux, une fois ceux-ci ceux-ci devenus applicables dans l'ordre juridique interne.
Il est usuel de distinguer, dans l'article 55, deux parties : la principale (« Les traités ou accords régulièrement ratifiés ou approuvés ont, dès leur publication, une autorité supérieure à celle des lois, (...) ») et l'incidente (« (...) sous réserve, pour chaque accord ou traité, de son application par l'autre partie »).
L'article reprend, en les fusionnant, les articles 26 et 28 de la Constitution de 1946. Il traduit également la disposition de son préambule selon laquelle la France « se conforme aux règles du droit public international ».
C'est François Luchaire, soutenu par les représentants du ministère des Affaires étrangères, qui a imposé l'inscription dans la Constitution du principe de la primauté des traités internationaux sur les lois, malgré l'opposition de Michel Debré.
La seconde partie de l'article 55 (« (...) sous réserve, pour chaque accord ou traité, de son application par l'autre partie. ») ne figurait pas dans les articles 26 et 28 de la Constitution du 27 octobre 1946. Elle ajoute une « réserve de réciprocité »,,. Reliée à celle figurant à l'alinéa 15 du préambule de la Constitution du 27 octobre 1946 (« Sous réserve de réciprocité, la France consent aux limitations de souveraineté nécessaires à l'organisation et à la défense de la paix. »), elle transpose, en droit public, l'exception non adimpleti contractus du droit civil.

## Contenu
L'article 55 consacre la supériorité hiérarchique des conventions internationales sur les lois. En se basant sur l'article 54 de la Constitution et sur cet article-ci, les conventions internationales sont supra-législatives mais infra-constitutionnelles. La Constitution demeure au sommet de la hiérarchie des normes.
Le Conseil d'État a ainsi indiqué dans son arrêt Sarran et Levacher du 30 octobre 1998 : « Considérant que [...] l'article 55 de la Constitution dispose que [...] la suprématie [...] conférée aux engagements internationaux ne s'applique pas, dans l'ordre interne, aux dispositions de nature constitutionnelle ». Cette jurisprudence est confirmée par la Cour de cassation dans son arrêt Fraisse du 2 juin 2000.
Pour prévaloir sur une loi, un traité doit avoir être introduit dans l'ordre juridique interne. Cela suppose l'existence d'un acte de ratification ou d'approbation, pris par une autorité compétente,, et, le cas échéant, après autorisation législative,,. Cela suppose aussi l'existence d'un acte de publication et la régularité de celui-ci. Par exemple, la Déclaration universelle des droits de l'homme n'a que la portée d'une recommandation parce que, bien que publiée au Journal officiel de la République française, elle n'a pas été ratifiée.
Un traité prévaut sur une loi :
- lorsque le traité est postérieur à la loi[29] ;
- lorsqu'il lui est antérieur[29],[30],[31],[32] ;
- que la loi soit une loi ordinaire ou une loi organique[33].

Le Conseil d'État a progressivement étendu le régime de l'article 55 au droit dérivé de l'Union européenne : d'abord aux règlements en 1990, puis aux directives en 1992, et enfin aux principes généraux du droit de l'Union européenne en 2001,.
Mais le Conseil d'État a refusé d'étendre le régime de l'article 55 à la coutume internationale, et aux principes généraux du droit international,.

## Application

### Le refus du Conseil constitutionnel de contrôler la conventionnalité des lois
Si ce traité introduit la supériorité des conventions internationales sur les lois, le Conseil constitutionnel a refusé de procéder au contrôle de conventionnalité (c'est-à-dire le contrôle d'une loi par rapport à un traité international) dans sa décision n° 74-54 DC du 15 janvier 1975 dite « IVG ». Le Conseil constitutionnel justifie cette position pour deux raisons. Tout d'abord, il rappelle qu'il ne dispose que d'une compétence d'attribution, découlant des dispositions de la Constitution et qu'il ne peut procéder à un contrôle non prévu par celle-ci (« Considérant que l'article 61 de la Constitution ne confère pas au Conseil constitutionnel un pouvoir général d'appréciation et de décision identique à celui du Parlement, mais lui donne seulement compétence pour se prononcer sur la conformité à la Constitution des lois déférées à son examen »). Il ne peut donc pas s'appuyer sur l'article 61 pour contrôler la conventionnalité d'une loi car cette possibilité n'est pas explicitement prévue. Ensuite, il rappelle que le contrôle de constitutionnalité des lois auquel il procède en vertu de l'article 61 est un contrôle général et absolu. Une loi ne saurait être contraire à la Constitution, quelles que soient les circonstances. Or, l'autorité des conventions internationales sur les lois est relative et contingente. Elle dépend de l'application réciproque par l'autre partie. Si celle-ci ne respecte pas les stipulations d'une convention internationale, la ou les autre(s) partie(s) ne sont pas tenue(s) de les respecter :
« Considérant, en effet, que les décisions prises en application de l'article 61 de la Constitution revêtent un caractère absolu et définitif, ainsi qu'il résulte de l'article 62 qui fait obstacle à la promulgation et à la mise en application de toute disposition déclarée inconstitutionnelle ; qu'au contraire, la supériorité des traités sur les lois, dont le principe est posé à l'article 55 précité, présente un caractère à la fois relatif et contingent, tenant, d'une part, à ce qu'elle est limitée au champ d'application du traité et, d'autre part, à ce qu'elle est subordonnée à une condition de réciprocité dont la réalisation peut varier selon le comportement du ou des États signataires du traité et le moment où doit s'apprécier le respect de cette condition ».
Par-là, le Conseil constitutionnel en déduit qu'une loi contraire à un traité international n'est pas nécessairement contraire à la Constitution, ce qui implique qu'« il n'appartient pas au Conseil constitutionnel, lorsqu'il est saisi en application de l'article 61 de la Constitution, d'examiner la conformité d'une loi aux stipulations d'un traité ou d'un accord international ».
Toutefois, si le Conseil constitutionnel refuse d'étudier la conformité d'une loi à un traité international, il vérifie qu'une loi ne méconnaît pas directement l'article 55, par exemple en restreignant son champ d'application. Ainsi, dans sa décision n°86-216 DC du 3 septembre 1986, il censure une disposition qui considère que l'article 55 ne s'applique pas aux traités et engagements internationaux non soumis à la ratification (voir l'article 53 de la Constitution pour les traités et engagements internationaux soumis ou non à la ratification).

### Le contrôle de conventionnalité des lois par les juridictions ordinaires
Dès lors, ce sont les juridictions de droit commun qui se sont saisies de la question du contrôle de conventionnalité. La Cour de cassation a accepté de mener un tel contrôle dès le 24 mai 1975 avec l'arrêt Jacques Vabre. Toutefois, le Conseil d'État, la cour suprême de l'ordre administratif en France a rejeté cette possibilité, s'appuyant sur la jurisprudence dégagée dans l'arrêt Syndicat général des fabricants de semoule de France rendu le 1er mars 1968. De plus, le Conseil constitutionnel ne remet pas en cause sa décision « IVG », ainsi refuse d'opérer à un contrôle de conformité de la loi vis-à-vis de la convention internationale (le Conseil constitutionnel accepte toutefois de procéder à un tel contrôle lorsqu'il statue comme juge électoral, depuis sa décision n° 88-1082/1117 AN du 21 octobre 1988,,,). D'autre part, le conseil constitutionnel renvoie cette compétence au juge ordinaire.
Finalement, la haute juridiction administrative accepte de revenir sur sa jurisprudence dans son arrêt Nicolo du 20 octobre 1989. Il convient de préciser que les deux juridictions acceptaient déjà de contrôler la conventionnalité d'une loi antérieure à une convention internationale, la difficulté résidait en matière de lois postérieures à une convention.
Il convient de préciser que le contrôle de conventionnalité des lois en matière de conventions fiscales est particulier. En effet, conformément au principe de la subsidiarité des conventions fiscales, quand une mesure interne est susceptible d'être contraire à de telles conventions, il convient d'abord, pour le juge, de s'intéresser à la compatibilité entre cette mesure et la loi interne. Si ces deux normes sont compatibles, alors le juge accepte de contrôler la conventionnalité de la loi par rapport à la convention fiscale. En définitive, les règles de droit interne ont la priorité sur les règles conventionnelles tout en ne primant pas sur ces dernières. Ce principe a été appliqué par le Conseil d'État sans son arrêt Schneider Electric de 2002 :
« Considérant que si une convention bilatérale conclue en vue d'éviter les doubles impositions peut, en vertu de l'article 55 de la Constitution, conduire à écarter, sur tel ou tel point, la loi fiscale nationale, elle ne peut pas, par elle-même, directement servir de base légale à une décision relative à l'imposition ; que, par suite, il incombe au juge de l'impôt, lorsqu'il est saisi d'une contestation relative à une telle convention, de se placer d'abord au regard de la loi fiscale nationale pour rechercher si, à ce titre, l'imposition contestée a été valablement établie et, dans l'affirmative, sur le fondement de quelle qualification ; qu'il lui appartient ensuite, le cas échéant, en rapprochant cette qualification des stipulations de la convention, de déterminer - en fonction des moyens invoqués devant lui ou même, s'agissant de déterminer le champ d'application de la loi, d'office - si cette convention fait ou non obstacle à l'application de la loi fiscale ».
Le contrôle de la conventionnalité des lois par rapport aux conventions a aussi soulevé le problème de l'interprétation de ces derniers. Longtemps, le juge a procédé à une question préjudicielle au ministère des Affaires étrangères en cas de doute sur le sens des stipulations du traité. Cela signifie qu'il demandait au ministère de lui indiquer quel sens il fallait adopter, en vertu du fait qu'étant chargé des négociations des traités, il était censé être le mieux informé. Toutefois, les deux ordres de juridiction sont revenus sur cette jurisprudence avec l'arrêt GISTI de 1990 du Conseil d'État et l'arrêt Banque africaine de développement de 1995 de la Cour de cassation. Dans le même ordre d'idées, le juge accepte aussi de contrôler la réalité de l'application par la ou les autre(s) partie(s), tout en se réservant la possibilité de demander l'avis du ministère des Affaires étrangères (Conseil d'État, 2011, Cherriet et Benseghir).

## Droit constitutionnel comparé
Les constitutions respectives d'États d'Afrique francophone comportent un article dont les dispositions sont « sinon
strictement identiques, du moins très proches » de celles de l'article 55. C'est le cas des États suivants : le Bénin ; le Cameroun ; la Côte d'Ivoire ; le Congo ; le Mali ; le Niger ; la République centrafricaine ; la République démocratique du Congo ; le Sénégal ; le Tchad.